# CLODO
Комитет по ликвидации или диверсиям в отношении компьютеров (фр. Comité Liquidant ou Détournant les Ordinateurs - CLODO; «clodo» на французском жаргоне означает бездомного) — неолудитская французская анархистская организация, активная в 1980-х, целью которой были компьютерные компании. В 1980 году, после серии нападений в районе Тулузы, они выпустили обращение к французским СМИ, в котором объяснили свои мотивы. В нём было сказано: «Мы — трудящиеся сферы обработки данных, и потому хорошо осведомлены о текущих и будущих угрозах обработки данных и телекоммуникаций. Компьютер — излюбленный инструмент доминирования. Он используется для эксплуатации, документирования, контроля и репрессий.» Самой крупной их атакой был подрыв компании Sperry Univac в Тулузе, в 1983 году. В то время французская полиция была убеждена, что CLODO — это ответвление Прямого действия, анархо-коммунистической группы.
Хотя CLODO больше не классифицируется Национальным консорциумом изучения терроризма и средств противодействия терроризму как «активная организация», среди критиков технологии и культуральных террористов таких как Артур Крокер и Питер Ламборн Уилсон имеют место споры о существовании группы во фрагментированном состоянии. В манифесте CLODO 1983 года, преподнесённом как интервью группы, раскрывается, что хотя их будущие «проекты» задумывались менее «эффектными», чем взрывы Sperry-Univac, они планируют продолжить действия, нацеленные против быстрого роста телекоммуникаций.